# Raymond Vernon
Raymond Vernon,  född 1 september 1913, död 26 augusti 1999, var en amerikansk nationalekonom. Vernon är mest känd för att ha utvecklat Internationella produktcykelteorin, som först publicerades 1966. Teorin har förändrat den generella synen på hur internationell handel påverkas av teknisk konkurrens mellan länder. Han hade även stor betydelse för utvecklingen av Marshallhjälpen efter andra världskriget, och även för utvecklingen av internationella valutafonden och det ekonomiska avtalet General Agreement on Tariffs and Trade (GATT).

## Uppväxt
Raymond Vernon, föddes Raymond Visotsky i New York som son till Ryska Judar som emigrerat till USA. Raymond och hans syskon bytte tidigt efternamn från Visotsky till Vernon. Raymond tog kandidatexamen på City College of New York 1933 och doktorerade i nationalekonomi på Columbia University 1941. 

## Karriär
Raymond jobbade bland annat för USA:s utrikesdepartement där han deltog i utvecklingen och genomförandet av Marshallhjälpen, och att utarbeta en plan för att hjälpa det sargade Japan på fötter igen efter Andra Världskriget. Raymond bidrog även stort till utvecklandet av Internationella Valutafonden och General Agreement on Tariffs and Trade (GATT). Dessutom hade han en framträdande roll i att se till att Japan kunde gå med i GATT. Under det tidiga 1950-talet var han direktör för Office of Economic Defense and Trade Policy. Hans huvudsakliga uppgift där var att överse Amerikansk handel med östblocket och att påverka dessa länder till att handla med icke-kommunistiska länder. 

## Internationella produktcykelteorin
År 1966 skapade Raymond Vernon den Internationella Produktcykelteorin, som utgår från att det främst är teknisk konkurrens mellan länder som påverkar deras handelsstruktur. Då modellen tillkom under 1960-talet, då produkter som TV-apparater, kylskåp och tvättmaskiner började produceras i allt större utsträckning. Modellen är mindre tillämpbar på grund av den ökade globaliseringen.

## Privatliv och död
Vernon var en skicklig roddare och tävlade inom grenen under många år. Tillsammans med sin fru Josephine fick han två döttrar.
Vernon avled till följd av cancer i sitt hem i Cambridge, Massachusetts.